# روهیله
روهیله‌ها از گروه‌های قومی در پاکستان و شمال هند هستند. روهیله‌ها از تبار پشتون هستند اما عمدتاً به زبان اردو سخن می‌گویند.
شمار افرادی که خود را روهیله می‌دانند حدود ۲ میلیون نفر است که اکثر آنها در پاکستان زندگی می‌کنند. اکثریت قریب به اتفاق آن‌ها پیرو اسلام سنی هستند.
روهیله‌ها بین ۱۶ تا ۲۳ طایفه گوناگون تقسیم شده‌اند.
روهیله‌ها نوادگان سربازان افغان پشتون هستند که در اوایل سده ۱۸ به دعوت امپراتور اورنگ‌زیب به سوالکس در شمال شرقی دهلی نو آمده و در آنجا نشیمن گزیدند.
این منطقه، در شمال غربی ایالت اوتار پرادش هند، امروزه روهیل‌کهند (به معنای سرزمین روهیله) نامیده می‌شود.
پس از تجزیه هند در سال ۱۹۴۷ بسیاری از روهیله‌ها به پاکستان مهاجرت کرده و عمدتاً در سند ساکن شدند، به‌ویژه در شهرهای کراچی، حیدرآباد و سوکور.